# Hypnum thedenii
Hypnum thedenii là một loài Rêu trong họ Hypnaceae. Loài này được (Schimp.) Hartm. mô tả khoa học đầu tiên năm 1854.